# 社台グループ
社台グループ（しゃだいグループ）とは日本の競走馬生産牧場集団である。

## 概要
グループとして世界に通用する馬作りを目標としており、すでに日本においてはいくつもの実績を残している。また、日本国外から数々の日本の競馬史に残る種牡馬を輸入、これがその後の繁栄の基礎となっている。その結果、近年の中央競馬の重賞競走には社台グループの牧場で生産された馬が多数出走しており、日本の競馬界は社台グループがその中心となっている。
なお、日本国外へのシャトル種牡馬ビジネスなどはあまり積極的ではなく、シャトル種牡馬として南半球に種牡馬の貸し出しはしているが、社台の牧場は持っていない。
アラブ首長国連邦のゴドルフィン（ダーレーグループ）やアイルランドのクールモアスタッドのように日本国外に進出していないが、世界的に見てもかなり巨大な競走馬生産牧場集団である。

## 歴史

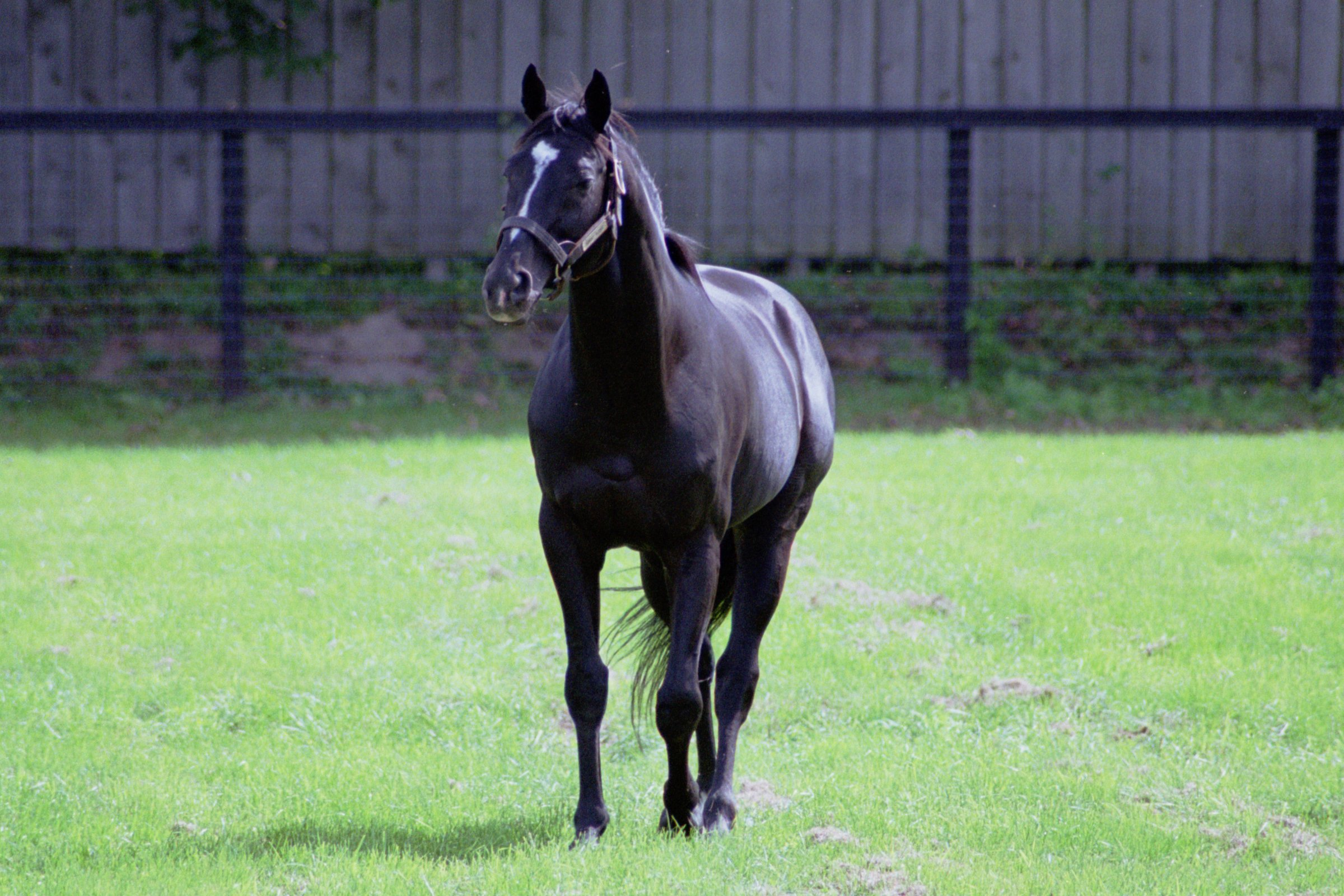
サンデーサイレンス（2000年9月、社台スタリオンステーション）

- 1955年 - 吉田善哉が「千葉社台牧場」を千葉県に設立（父である吉田善助の社台牧場より独立）。
- 1957年 - 北海道白老町に「千葉社台牧場社台分場」を設立。
- 1962年
  - 種牡馬ガーサントを導入。
  - 「千葉社台牧場」を「社台ファーム千葉」、「千葉社台牧場社台分場」を「社台ファーム白老」にそれぞれ改称。
- 1967年 - 北海道早来町（現・安平町）に「社台ファーム早来」を設立。
- 1973年 - 北海道浦河町に社台スタリオンステーション荻伏を設立。
- 1975年 - 種牡馬ノーザンテーストを導入。
- 1978年 - 北海道千歳市に「社台ファーム千歳」を設立。
- 1980年 - 社台ダイナースサラブレッドクラブ（現在の社台サラブレッドクラブ）を設立。
- 1983年 - 種牡馬リアルシャダイを導入。
- 1988年 - 日本ダイナースサラブレッドクラブ（現在のサンデーサラブレッドクラブ）を設立。
- 1989年 - 種牡馬トニービンを導入。
- 1989年 - 株式会社ノーザンホースパークを設立。
- 1991年 - 種牡馬サンデーサイレンスを導入。
- 1993年8月13日 - 創業者吉田善哉が死去。
- 1994年1月 - 分割により「社台ファーム」・「ノーザンファーム」・「白老ファーム」に再編される。
- 1996年 - 北海道追分町（現・安平町）に「追分ファーム」を設立。
- 2007年 - 社台スタリオンステーション荻伏が閉場となる。
- 2010年 - G1サラブレッドクラブを設立。

## グループ構成

### 社台ファーム
（代表:吉田照哉）
- 日高社台ファーム
- 社台ブルーグラスファーム
- 山元トレーニングセンター
- 鈴鹿トレーニングセンター
- グリーンウッド・トレーニング
- 社台ブラッドメア
- 社台レースホース（代表は吉田哲哉[1]）
- 社台サラブレッドクラブ
- グリーンファーム（代表は伊藤勲）
- グリーンファーム愛馬会

### ノーザンファーム
（代表:吉田勝己）
- ノーザンファーム空港牧場
- ノーザンファームYearling
- ノーザンファームしがらき
- ノーザンファーム天栄
- ノーザンレーシング
- ノーザンホースパーク
- サンデーレーシング（代表は吉田俊介）
- サンデーサラブレッドクラブ
- シルクレーシング（代表は米本昌史）
- シルクホースクラブ
- キャロットファーム（代表は秋田博章）
- キャロットクラブ

### 追分ファーム
（代表:吉田晴哉）
- 追分ファームリリーバレー
- G1レーシング（代表は吉田正志）
- G1サラブレッドクラブ
- オーエフホールディングス

### 社台コーポレーション
（吉田照哉・勝己・晴哉による共同運営）
- 白老ファーム
- 社台スタリオンステーション
- 社台ホースクリニック
- 白老ファームYearling
- 社台グループオーナーズ

## 愛馬会法人

### 社台サラブレッドクラブ（社台レースホース）
多数のGI勝利馬を有する一口馬主のための会社。1980年に社台ダイナースサラブレッドクラブとして誕生。勝負服は黄・黒縦縞・袖青一本輪。以下は歴代のGI勝利馬である。
- ダイナカール（優駿牝馬）
- スクラムダイナ（朝日杯3歳ステークス）
- ギャロップダイナ（天皇賞・秋、安田記念）
- ダイナコスモス（皐月賞）
- ダイナガリバー（東京優駿、有馬記念）
- サッカーボーイ（阪神3歳ステークス、マイルチャンピオンシップ）
- ジェニュイン（皐月賞、マイルチャンピオンシップ）
- バブルガムフェロー（朝日杯3歳ステークス、天皇賞・秋）
- ダンスインザダーク（菊花賞）
- ステイゴールド（香港ヴァーズ）
- テレグノシス（NHKマイルカップ）
- ゴールドアリュール（ジャパンダートダービー、ダービーグランプリ、東京大賞典、フェブラリーステークス）
- ネオユニヴァース（皐月賞、東京優駿）
- ザッツザプレンティ（菊花賞）
- ダンスインザムード（桜花賞、ヴィクトリアマイル）
- タイムパラドックス（ジャパンカップダート、川崎記念、帝王賞、JBCクラシック）
- ハーツクライ（有馬記念、ドバイシーマクラシック）
- ソングオブウインド（菊花賞）
- ファイングレイン（高松宮記念）
- レジネッタ（桜花賞）
- キャプテントゥーレ（皐月賞）
- リトルアマポーラ（エリザベス女王杯）
- マルセリーナ（桜花賞）
- グレープブランデー（ジャパンダートダービー、フェブラリーステークス）
- メーデイア（JBCレディスクラシック）
- ベルシャザール（ジャパンカップダート）
- イスラボニータ（皐月賞）
- ソウルスターリング（阪神ジュベナイルフィリーズ、優駿牝馬）[2]
- オールブラッシュ（川崎記念[3]）
- スターズオンアース（桜花賞、優駿牝馬）
- ソールオリエンス（皐月賞）[4]
- ジャンタルマンタル（朝日杯フューチュリティステークス、NHKマイルカップ）

### サンデーサラブレッドクラブ（サンデーレーシング）
社台レースホースと同じく一口馬主を募り、競走馬を所有している会社である。1988年に日本ダイナースサラブレッドクラブ（日本ダイナースクラブ）として設立され、2000年から現社名に改称。勝負服は黒・赤十字襷・袖黄縦縞（日本ダイナースクラブ時代の勝負服は青、鼠鋸歯形）。以下はおもな活躍馬である。
- レッツゴーターキン（天皇賞・秋）
- ブランディス（中山大障害、中山グランドジャンプ）
- デルタブルース（菊花賞、メルボルンカップ）
- ヴァーミリアン（川崎記念、JBCクラシック、ジャパンカップダート、東京大賞典、フェブラリーステークス、帝王賞）
- ドリームジャーニー（朝日杯フューチュリティステークス、宝塚記念、有馬記念）
- スリープレスナイト（スプリンターズステークス）
- オーロマイスター（マイルチャンピオンシップ南部杯）
- ブエナビスタ（阪神ジュベナイルフィリーズ、桜花賞、優駿牝馬、ヴィクトリアマイル、天皇賞・秋、ジャパンカップ）
- アンライバルド（皐月賞）
- ローズキングダム（朝日杯フューチュリティステークス、ジャパンカップ）
- ルーラーシップ（クイーンエリザベス2世カップ）
- レーヴディソール（阪神ジュベナイルフィリーズ）
- オルフェーヴル（皐月賞、東京優駿、菊花賞、有馬記念、宝塚記念）
- ジョワドヴィーヴル（阪神ジュベナイルフィリーズ）
- ジェンティルドンナ（桜花賞、優駿牝馬、秋華賞、ジャパンカップ、ドバイシーマクラシック、有馬記念[5]）
- ディープブリランテ（東京優駿）
- フェノーメノ（天皇賞・春）
- ドゥラメンテ（皐月賞[6]、東京優駿[7]）
- メジャーエンブレム（阪神ジュベナイルフィリーズ、NHKマイルカップ）[8]
- リアルスティール（ドバイターフ）[9]
- アルアイン（皐月賞、大阪杯）
- アエロリット（NHKマイルカップ[10]）
- ラッキーライラック（阪神ジュベナイルフィリーズ、エリザベス女王杯、大阪杯）
- タイムフライヤー（ホープフルステークス）
- フィエールマン（菊花賞、天皇賞・春）
- ステルヴィオ（マイルチャンピオンシップ）
- グランアレグリア（桜花賞、安田記念、スプリンターズステークス、マイルチャンピオンシップ、ヴィクトリアマイル）
- クロノジェネシス（秋華賞、宝塚記念、有馬記念）
- グレナディアガーズ（朝日杯フューチュリティステークス）
- シャフリヤール（東京優駿、ドバイシーマクラシック）
- シュネルマイスター（NHKマイルカップ）
- ジオグリフ（皐月賞）
- スタニングローズ(秋華賞)
- ソングライン(安田記念、ヴィクトリアマイル[11])
- ジェラルディーナ(エリザベス女王杯)
- リバティアイランド(阪神ジュベナイルフィリーズ、桜花賞、優駿牝馬、秋華賞)
- アスコリピチェーノ(阪神ジュベナイルフィリーズ)
- ブレイディヴェーグ(エリザベス女王杯)
- レガレイラ（ホープフルステークス）
- マッドクール（高松宮記念）
- チェルヴィニア（優駿牝馬）

### G1サラブレッドクラブ（G1レーシング）
社台レースホース、サンデーレーシングと同じく一口馬主を募り、競走馬を所有している会社である。2010年に設立。勝負服は黒・赤襷・袖赤一本輪。以下はおもな活躍馬である。
- ペルシアンナイト（マイルチャンピオンシップ）[13]
- ルヴァンスレーヴ（全日本2歳優駿[14]、ジャパンダートダービー、マイルチャンピオンシップ南部杯、チャンピオンズカップ）
- ジュールポレール（ヴィクトリアマイル）
- セリフォス (マイルチャンピオンシップ)